# Gomenella reflexa
Gomenella reflexa là một loài côn trùng cánh nửa trong họ Aleyrodidae, phân họ Aleyrodinae.
Gomenella reflexa được Dumbleton miêu tả khoa học đầu tiên năm 1961.